# شين لونغيوان
شين لونغيوان (بالصينية: 沈龙元) (2 مارس 1985 الصين - ) هو لاعب كرة قدم صيني، شارك في الألعاب الأولمبية الصيفية 2008.

## روابط خارجية
- شين لونغيوان على موقع قاعدة بيانات كرة القدم.إي يو (الإنجليزية)
- شين لونغيوان على موقع ناشيونال فوتبول تيمز (الإنجليزية)
- شين لونغيوان على موقع أوليمبيديا (الإنجليزية)
- شين لونغيوان على موقع اللجنة الأولمبية الصينية (الإنجليزية)